# The Sphinx (singolo)
The Sphinx è il tredicesimo singolo della cantante francese Amanda Lear, pubblicato nel 1978 come secondo estratto dal suo terzo album Never Trust a Pretty Face.

## Deescrizione
The Sphinx, composto e prodotto da Anthony Monn, segna un cambiamento nel repertorio di Amanda Lear, poiché è il primo brano con un ritmo lento, una ballata disco. Il testo melanconico, scritto dalla stessa Lear, in cui la cantante si paragona alla mitica Sfinge, racconta del "desiderio di rimanere un mistero". Amanda Lear ha dichiarato che The Sphinx è probabilmente la più bella canzone che lei abbia scritto.
Il singolo The Spinx è stato pubblicato nel tardo 1978 come estratto dal terzo album di studio della cantante, Never Trust a Pretty Face. Il lato B del singolo, Hollywood Flashback, proviene invece dal precedente album Sweet Revenge. Il disco è stato pubblicato dalla Ariola in formato 7" e 12" in Germania e in 7" in Sudafrica, dalla Eurodisc in 7" in Francia e dalla Sonora in 7" in Turchia. Il singolo ha riscosso un moderato successo di classifica, raggiungendo la 20ª posizione in Europa e rimane una delle maggiori hit del periodo disco di Amanda Lear.
La Lear ha riregistrato la canzone nel 1998 per l'album Back in Your Arms, versione questa inclusa anche nella raccolta di successi Forever Glam! del 2005. Una versione del brano appare inoltre anche sul retro del CD del 2000 Follow Me. Il titolo è inoltre presente anche nella raccolta Diamonds del 2006.

## Tracce
7"
1. The Sphinx – 4:25 (testo: Amanda Lear – musica: Anthony Monn)
2. Hollywood Flashback – 4:31 (testo: Amanda Lear – musica: Anthony Monn)

Durata totale: 8:56
12"
1. The Sphinx – 5:13 (testo: Amanda Lear – musica: Anthony Monn)
2. Hollywood Flashback – 4:31 (testo: Amanda Lear – musica: Anthony Monn)

Durata totale: 9:44

## Crediti
- Amanda Lear - voce
- Anthony Monn - produzione